# Build a Bitch
"Build a Bitch" (versão não-explícita: "Build a Babe") é o single de estreia da tiktoker filipina-americana Bella Poarch, lançado pela Warner Records em 14 de maio de 2021. Foi lançado junto com um vídeo musical.

## Antecedentes e composição
Com seu sucesso nas redes sociais, Poarch decidiu assinar um contrato com a gravadora Warner Records. "Eu sinto que encontrei minha família e parte dessa família é a gravadora", disse Poarch sobre assinar com a Warner em uma declaração à Billboard. "Quando pesquisei alguns dos artistas que mais significaram para mim musicalmente, como Prince, Dua Lipa e Madonna, percebi que a Warner ajudou todos eles ao longo do caminho também. Portanto, estou muito honrada por ter uma família que me deu uma chance e acredita em mim." Poarch acrescentou: "Tenho cantado e escrito canções durante toda a minha vida, mas juntar algo especial desta forma e ter essa oportunidade [...] é algo pelo qual serei eternamente grata. Este é apenas o começo."
Feito em colaboração com o produtor e compositor Sub Urban, Poarch disse que a faixa foi inspirada pelo escrutínio direto que ela recebeu online. "Build a Bitch" é sobre aceitar-se como você é, em vez de ouvir as ideias de outras pessoas sobre o que você deve fazer ou como deve ser. "Espero que ajude as pessoas a se sentirem mais confiantes e bem consigo mesmas e também as lembre de não julgar ninguém", disse ela por meio de um comunicado à imprensa. A arte da capa foi feita pelo artista popular 'YaLocalOffgod.' Diz-se que ela entrega "sua própria marca dinâmica e diversa de dark pop".

## Recepção
Hattie Collins da Vogue disse que a canção "demonstra tanto seu talento musical inato quanto suas ambições como artista. Desmontando habilmente os impossíveis padrões de beleza aos quais somos submetidos". Collins também notou que a música é "incrivelmente" cativante e, "sem surpresa", um sucesso no TikTok.

## Vídeo musical
Um videoclipe dirigido visualmente por Andrew Donoho e dirigido criativamente por Sub Urban estreou junto com o single. No vídeo, o personagem de Poarch lidera uma revolução contra uma loja onde os homens podem escolher recursos para criar suas garotas ideais, semelhante a um Build-A-Bear Workshop, e acaba queimando a loja. O videoclipe inclui participações especiais de Valkyrae, Mia Khalifa, Bretman Rock, Larray, ZHC, Dina, Rakhim, bem como Sub Urban. O New York Times disse sobre o vídeo, "[...] Poarch está chegando em sua própria música [e] 'Build a Bitch' parece fofo e furioso."

## Paradas musicais
| Parada (2021)                                 | Posição de pico |
| --------------------------------------------- | --------------- |
| Austrália (ARIA)                              | 28              |
| Áustria (Ö3 Austria Top 75)                   | 60              |
| Bélgica (Ultratip Bubbling Under de Flandres) | 36              |
| Canadá (Canadian Hot 100)                     | 28              |
| República Checa (Singles Digitál Top 100)     | 29              |
| Finlândia (Suomen virallinen lista)           | 19              |
| França (SNEP)                                 | 179             |
| Alemanha (Offizielle Deutsche Charts)         | 86              |
| Global 200 (Billboard)                        | 20              |
| Hungria (Single Top 40)                       | 16              |
| Hungria (Stream Top 40)                       | 26              |
| Índia (IMI)                                   | 10              |
| Irlanda (IRMA)                                | 23              |
| Lituânia (AGATA)                              | 31              |
| Malásia (RIM)                                 | 5               |
| Países Baixos (Single Top 100)                | 78              |
| Nova Zelândia (Recorded Music NZ)             | 24              |
| Noruega (VG-lista)                            | 25              |
| Polónia (Polish Airplay Top 100)              | 88              |
| Portugal (AFP)                                | 60              |
| Singapura (RIAS)                              | 6               |
| Eslováquia (Singles Digitál Top 100)          | 24              |
| Suécia (Sverigetopplistan)                    | 65              |
| Suíça (Schweizer Hitparade)                   | 74              |
| Reino Unido (UK Singles Chart)                | 30              |
| Estados Unidos Billboard Hot 100              | 56              |
| Estados Unidos Mainstream Top 40 (Billboard)  | 27              |

## Histórico de lançamentos
| Região         | Data               | Formato            | Gravadora | Ref.   |
| -------------- | ------------------ | ------------------ | --------- | ------ |
| Várias         | 14 de maio de 2021 | Download streaming | Warner    | [ 36 ] |
| Estados Unidos | 1 de junho de 2021 | Rádio              | Warner    | [ 37 ] |